# 呼び捨て報道訴訟
呼び捨て報道訴訟（よびすてほうどうそしょう）とは、1984年に三重県鳥羽市で起きたごみ収集車作業員死亡事故で、当事件の被疑者（のちに起訴猶予処分となる）が、各新聞社に呼び捨てで報道されたことについて、新聞社を名誉棄損で訴えることとなった訴訟。新聞記事ではほかに呼び捨て訴訟・記事呼び捨て訴訟・敬称訴訟などと呼称している。

## 訴訟までの経緯
1984年に三重県鳥羽市でごみ収集車作業員2人が死亡する事故が発生、鳥羽警察署の捜査の結果、作業員が勤めていた清掃会社の社長に管理上の問題があったとして、業務上過失致死容疑で書類送検された。
この際、送検の事実を朝日新聞、毎日新聞、中部読売新聞の記事において社長を実名・呼び捨てで報道した。
その後、1985年に社長は起訴猶予処分となったが、「送検の際に実名、呼び捨てで報道され、名誉を傷つけられた」として各新聞社と三重県警察を所管する三重県を相手取り損害賠償を求める訴訟を起こした（津地方裁判所昭和59年（ワ）第103号慰藉料請求事件）。

## 判決
1988年に津地方裁判所で第一審の判決があり（津地方裁判所昭和63年7月21日判決）、新聞記事での呼び捨て報道について「犯罪報道にあたり、関係当事者の実名をあげるかどうか、またその者に敬称を付するかどうかということは、その犯罪の内容、被害者や市民の感情及びそのときの社会通念等を十分に考慮したうえ総合的に判断すべき事柄であるところ、本件記事のような捜査機関が公表した犯罪につき、その被疑事実が真実と認められ、かつ、これを正確に報道していることに加え、原告の右被疑事実の内容等を併せ考えると、被告新聞社らがこれまでの慣行どおり実名でかつ敬称を外して報道したからといって直ちにこれが違法な行為ということはできない」とし、原告の訴えを棄却した。
原告の控訴、上告により最高裁判所まで争われたが、名古屋高等裁判所および最高裁判所は津地方裁判所の第一審判決を支持し、原告の訴えを棄却する。

## 呼び捨て報道中止との関連性について
1989年11月以降、新聞各社は送検段階での呼び捨て報道をやめており（詳細については被疑者#報道における「容疑者」の語についてを参照）、名古屋高等裁判所での第二審判決（名古屋高等裁判所昭和63年（ネ）第461号，平成2年12月13日判決）において裁判長はこの件について触れている。
呼び捨て報道をやめたことについては「社会全般の人権意識の高揚、議論の高まり（公知の事実というべきである）によるものであって、各報道機関がこれまでの記事よりも、より妥当なものをめざすその健全な進取性のあらわれ」と評価したが、本訴訟との関連については「本件記事が違法であることを各被控訴人新聞社らが自認してそれを是正、補完したものと解することのできないことは勿論である」としており、新聞各社も本訴訟との直接的な関連はないとしている。
ただし、最高裁判決後に原告の社長は、「結果的には敗訴したが、裁判の最中にマスコミが呼び捨て報道をやめたので、実際は勝訴したのだと思っている」などと述べている。

## 年表
- 1984年（昭和59年）1月9日 - 事故発生[5]。
- 1984年（昭和59年）4月3日 - 福岡県久留米市で同メーカーの同型のごみ収集車で同様の事故が発生[6]。
- 1984年（昭和59年）4月20日 - 三重県警察鳥羽警察署が清掃会社社長を業務上過失致死の疑いで津地方検察庁伊勢支部に書類送検[7][6]。
- 翌日の朝日新聞社、毎日新聞社、中部読売新聞社の3社が発行する新聞で、社長を敬称抜きで報じた[8][9][10]。
- 1985年（昭和60年） - 清掃会社社長が起訴猶予処分となる。
- この後、社長（原告）が新聞社3社と、警察を所管する三重県を相手取り、慰謝料の支払いを求めて訴訟を起こす。
- 1988年（昭和63年）7月21日 - 津地方裁判所で判決、原告の訴えを棄却[11][1][12][13][14][15][16]。
- 1988年（昭和63年） - 原告が控訴。
- 1990年（平成2年）12月13日 - 名古屋高等裁判所で控訴審判決、原告の訴えを棄却[17][18][19][20][2]。
- 1990年（平成2年）12月28日 - 原告が上告[21][22][23][24]。
- 1993年（平成5年）3月2日 - 最高裁判所で上告審判決、原告の訴えを棄却[25][26][3][27][4]。